# Franc UIC
Pour les articles homonymes, voir Franc.
Le franc UIC (code ISO 4217 : XFU) est une unité de compte employée par l'Union internationale des chemins de fer.
Il a été introduit en 1976 après l'abandon du franc-or à cet effet en raison de l'instabilité du système monétaire international et a été remplacé par l'ECU le 1er janvier 1990.
Le code XFU n'a été retiré de la liste des devises ISO 4217 qu'en 2013, bien que le franc UIC fût tombé en désuétude longtemps avant.